# Niittusaari (ö i Södra Savolax, S:t Michel)
Niittusaari är en ö i Finland. Den ligger i sjön Saimen och i kommunen Puumala i den ekonomiska regionen  S:t Michel och landskapet Södra Savolax, i den södra delen av landet, 210 km nordost om huvudstaden Helsingfors. Öns area är 7 hektar och dess största längd är 480 meter i nord-sydlig riktning.